# Piroclasto

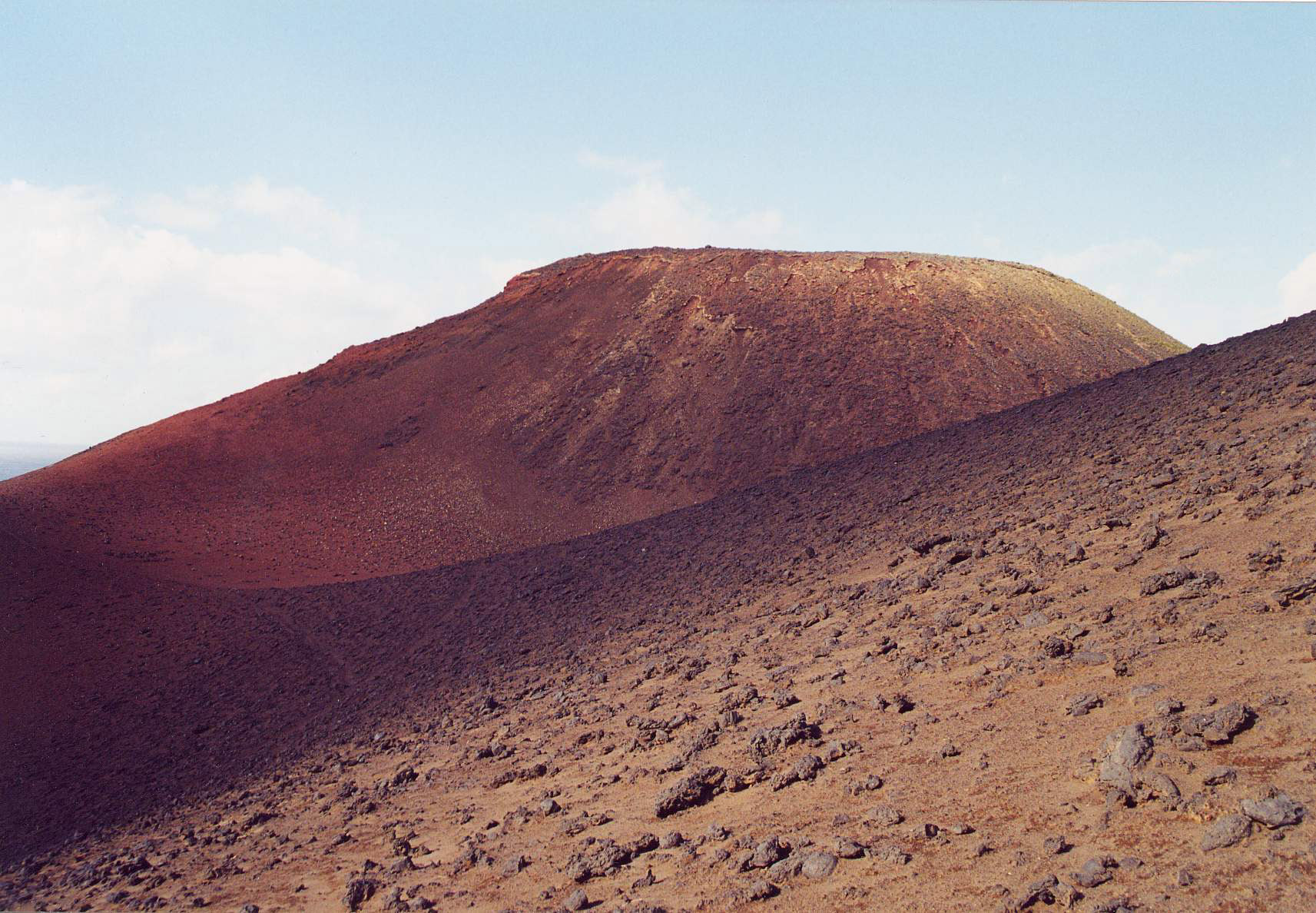
Cone de materiais piroclásticos do vulcão dos Capelinhos. O cone é composto essencialmente por cinzas, bombas e alguma bagacina.

Piroclasto (do grego πυρóκλαστος, isto é pyro — fogo, e klastos — fragmento), ou rochas piroclásticas é a designação dada em geologia aos fragmentos de rocha sólida que são expelidos para o ar pela erupção de um vulcão. Petrologicamente os piroclastos são fragmentos de rocha ígnea, solidificados em algum momento da erupção, ou mais frequentemente durante o seu percurso aéreo, ou arrancados no estado sólido por abrasão do material geológico existente ao longo das condutas eruptivas. O termo tefra (do grego τέφρα — cinzas) é utilizado como sinónimo, embora em geral seja apenas aplicado às cinzas vulcânicas.

## Características
Piroclasto é uma designação puramente genética, isto é baseia-se apenas na forma como o material foi produzido, no caso por ejecção sub-aérea de produtos vulcânicos sólidos, não tendo em conta a composição química e as características dimensionais e físicas dos produtos. Assim, o termo piroclasto, quando usado em sentido amplo, tende a ser utilizado de forma genérica para referir qualquer material de natureza fragmentária produzida por um vulcão, sendo complementado por uma sub-classificação, em geral baseada na dimensão dos fragmentos. Em sentido estrito, o termo tende a ser utilizado apenas para os materiais de maior dimensão, excluindo as cinzas, para as quais o termo tefra é por vezes preferido.
Tendo em conta a grande variabilidade dimensional das partículas ejectadas pelos vulcões, gerando piroclastos que vão desde o µm (micrómetro, milionésimo de metro) a alguns metros, é comum utilizar-se a seguinte classificação:
- Cinza — material de aspecto arenoso constituído por partículas com menos de 2 mm de dimensão máxima resultantes da pulverazação de rochas preexistentes ou da ejecção de magma finamente fragmentado ou pulverizado.
- Lapilli — plural do italiano lapillo, cascalho, fragmentos com dimensão máxima compreendida no intervalo dos 2 mm aos 64 mm, em geral chegados à superfície já consolidados (formando fragmentos angulosos com cristais bem formados), ou resultante da consolidação à superfície de lava pulverizada (formando então fragmentos arredondados); quando os fragmentos são de pedra pomes ou de outros materiais de baixa densidade, é aplicada a designação bagacina;
- Bomba vulcânica — fragmentos com dimensão superior a 64 mm e até 1 m de dimensão máxima, de origem lávica, isto é fragmentos de lava que solidificam durante o seu percurso aéreo, do que resulta uma forma característica e consistência vítrea;
- Clasto ou bloco vulcânico — fragmentos de rocha, com dimensão superior a 64 mm, projetados na forma sólida, cuja configuração final resulta da fragmentação aérea ou da colisão no ponto da queda. Os blocos podem ter vários metros de comprimento e volume que ultrapassa 1 metro cúbico;
- Tufo vulcânico — material mais fino que as cinzas e de consistência mole. Pode ser autígeno (proveniente do magma) ou alotígeno (proveniente de rochas fragmentadas que constituíam os tetos das câmaras magmáticas e as paredes da chaminé do vulcão).

As partículas piroclásticas mais pequenas, as cinzas mais finas, podem ascender com o movimento convectivo dos gases e do ar quente que formam a pluma vulcânica, podendo chegar à estratosfera, podendo a aí ser transportadas na circulação atmosférica em percursos que podem atingir milhares de quilómetros de distância. Cinzas injectadas na estratosfera pela explosão do vulcão Cracatoa circundaram a Terra várias vezes, produzindo uma alteração nas cores do pôr e nascer do Sol que foram visíveis na Europa.
Os piroclastos maiores acumulam-se por gravidade na área circundante da cratera e vão construindo o cone vulcânico, intercalando-se, conforme o tipo de erupção, com escoadas lávicas. Quando a erupção emite alternadamente lavas e piroclastos, formam-se cones estratificados, alternando camadas de material piroclástico, em geral solto, com bancadas de rocha consolidada provenientes da lava.
Designam-se por rochas piroclásticas aquelas que se formam por agregação de piroclastos, seja por consolidação por processos de litificação por efeito da água e da pressão (como no caso dos palagonitos e dos tufos), seja por soldadura entre grãos em estado de semi-fusão (como nos ignimbritos).
As rochas piroclásticas são classificadas como rochas ígneas, de acordo com a sua composição, embora na forma de deposição, formando estratos, se assemelhem muito às rochas detríticas de natureza sedimentar.
A designação ejectólito é por vezes aplicada aos fragmentos de rocha que foram arrancados às formações geológicas preexistentes e projectados pela erupção.
Entre os piroclastos aparecem por vezes clastos arrancados de camadas profundas da crusta e mesmo do manto, formando os chamados xenólitos. Embora tal seja incomum, é possível aparecerem, quando o vulcão se desenvolva sobre materiais sedimentares, entre os clastos rochas não ígneas provenientes da abrasão das camadas rochosas atravessadas (recebendo então a designação de ejectólitos).